# LijstvanderDoes
LijstvanderDoes is een lokale politieke partij in de Nederlandse gemeente Woerden (provincie Utrecht), opgericht in 2012 door Jaap van der Does. De partij deed in 2014 voor het eerst mee aan de gemeenteraadsverkiezingen en behaalde toen 3 zetels. Bij de verkiezingen van 2018 behaalde LijstvanderDoes 6 zetels en kwam zij in het college van burgemeester en wethouders. Wethouder namens de partij werd Arthur Bolderdijk. In februari 2021 moest deze na een storm van kritiek aftreden, waarbij hij aangaf dat hij dat voor zijn gezondheid en zijn gezin deed. Hij werd vervangen door Ad de Regt.
Bij de gemeenteraadsverkiezingen van 16 maart 2022 was Lenie van Leeuwen lijsttrekker namens LijstvanderDoes, die toen 5 zetels behaalde, waarmee zij net als in 2018 de grootste lokale partij van Woerden werd.